# 腹腔動脈
腹腔動脈（arteria coeliaca），又稱腹腔動脈幹（Truncus coeliacus），源自於腹主动脉，水平長度約1.25 cm。
在人體中，腹腔動脈會於第12節胸椎處由腹主動脈分支，為腹主動脈前側中線的三條主要分支之一，另外兩條為上和下腸繫膜動脈。

## 解剖学结构
腹腔動脈有三個主要分支，而各分支又會有其更細小的分支。
| 動脈     | 分支                                         |
| 左胃動脈 | 食道分支、胃分支                             |
| 肝總動脈 | 固有肝動脈、右胃動脈、胃十二指腸動脈         |
| 脾動脈   | 背側胰動脈、短胃動脈、左胃網膜動脈、大胰動脈 |

腹腔動脈也可能分支出下膈動脈。

## 功能
腹腔動脈負責了肝、胃、食道腹部段、脾臟、胰臟上半，以及十二指腸上半等器官的氧氣及養分供應。而這些器官在胚胎發育學上屬於前腸（而上和下腸繫膜動脈則分別供養中腸及後腸，這三條動脈的分支常常無吻合動脈）。
腹腔動脈為供養臟器的重要血管，因此在活人身上無法安全的結紮腹腔動脈。腹腔動脈的阻塞可能會導致臟器壞死。

### 靜脈回流
腹腔動脈是供養消化器官的主要動脈中，唯一無同名靜脈伴行的動脈。而血液的回收通常是依賴肝臟的門靜脈系統回收。回流的血液進入肝臟進行解毒後再由肝靜脈回流至循環系統。
而上和下腸繫膜動脈皆有其同名靜脈回收血液。

## 其他圖像

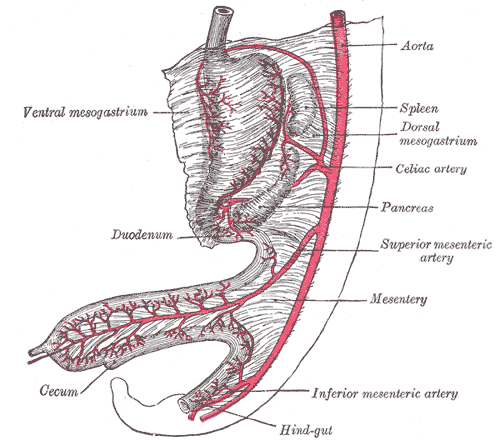
Abdominal part of digestive tube and its attachment to the primitive or common mesentery. Human embryo of six weeks.
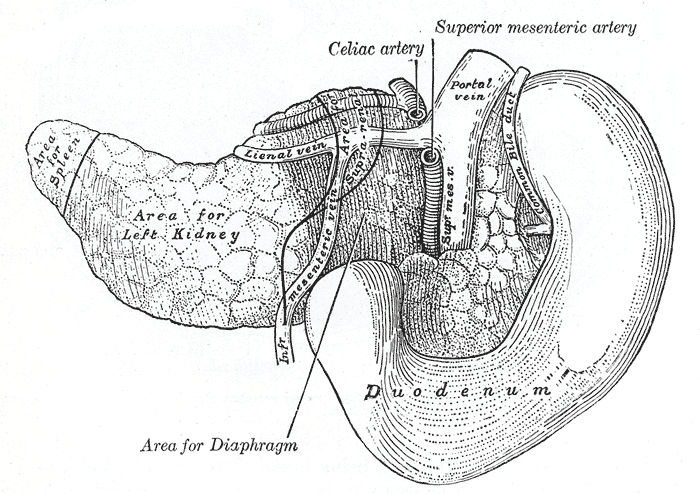
The pancreas and duodenum from behind.
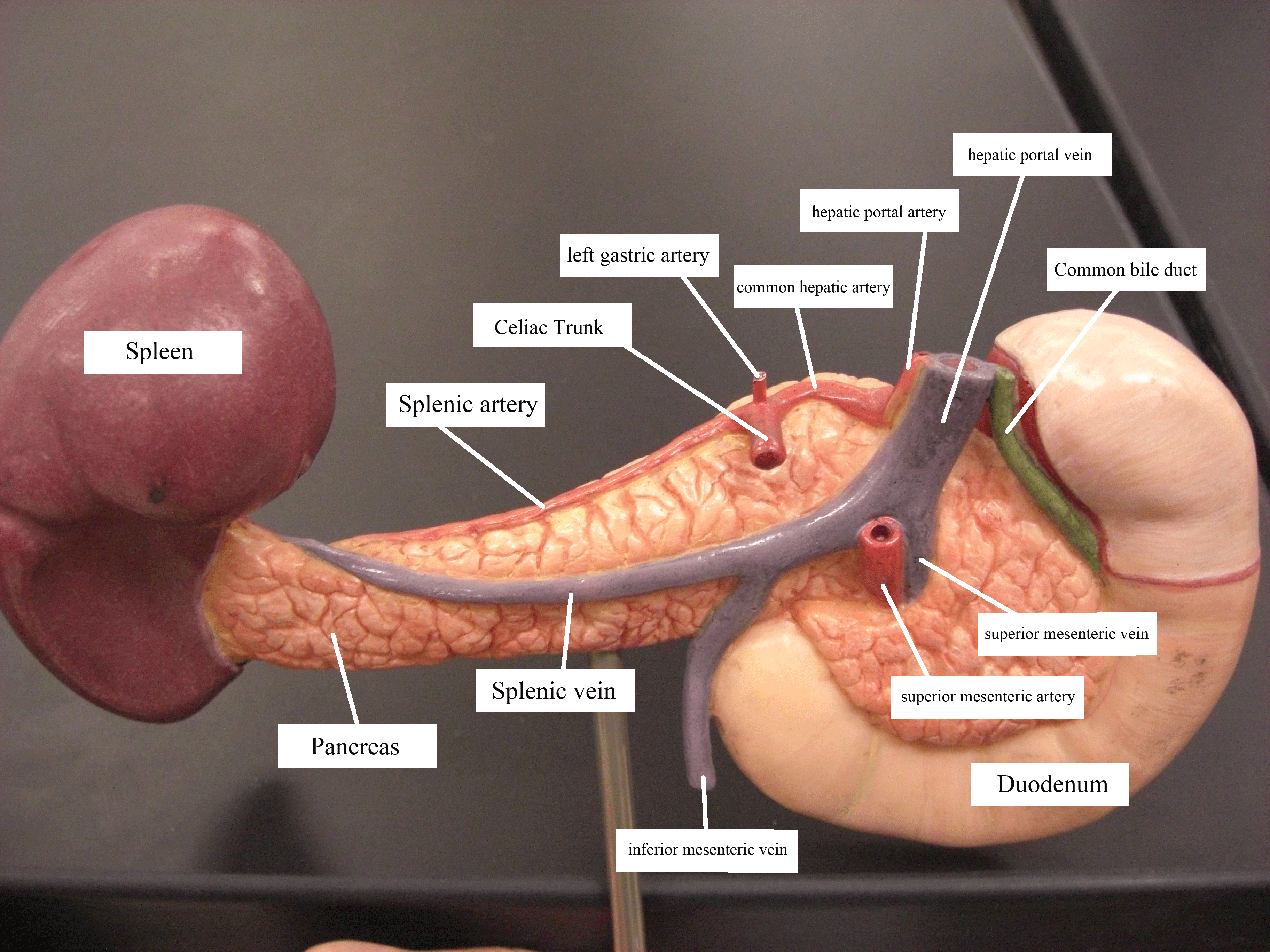
Arteries and veins around the pancreas and spleen.

## 外部連結
- Anatomy figure: 38:01-09 at Human Anatomy Online, SUNY Downstate Medical Center - "Branches of the celiac trunk."
- Anatomy figure: 40:05-01 at Human Anatomy Online, SUNY Downstate Medical Center - "Parietal and visceral branches of the abdominal aorta."
- （英文）celiactrunk 在韦斯利诺曼的解剖课上（乔治城大学）
- MedEd at Loyola Radio/curriculum/Vascular/hema144A.jpg